# (9240) Nassau
(9240) Nassau  es un asteroide perteneciente al cinturón de asteroides, descubierto el 31 de mayo de 1997 por el programa Spacewatch desde el Observatorio Nacional de Kitt Peak, en Arizona, Estados Unidos.

## Designación y nombre
Nassau se designó inicialmente como 1997 KR3.
Más adelante fue nombrado en honor al astrónomo estadounidense Jason John Nassau (1893-1965).

## Características orbitales
Nassau orbita a una distancia media del Sol de 3,1278 ua, pudiendo acercarse hasta 2,4693 ua y alejarse hasta 3,7863 ua. Tiene una excentricidad de 0,2105 y una inclinación orbital de 7,2389° grados. Emplea en completar una órbita alrededor del Sol 2020 días.

## Características físicas
Su magnitud absoluta es 12,6. Tiene 10,076 km de diámetro. Su albedo se estima en 0,174.